# 石生韭
石生韭（学名：Allium caricoides）是葱科葱属的植物。分布在中亚地区以及中国大陆的新疆自治区等地，生长于海拔1,800米至3,300米的地区，多生长在碎石山坡和干旱山麓的石缝中，目前已由人工引种栽培。